# Gare de Mertert
La gare de Mertert est une gare ferroviaire luxembourgeoise de la ligne 3, de Luxembourg à Wasserbillig-frontière, située sur le territoire de la commune de Mertert, dans le canton de Grevenmacher.
Elle est mise en service en 1861 par la Compagnie des chemins de fer de l'Est, l'exploitant des lignes de la Société royale grand-ducale des chemins de fer Guillaume-Luxembourg. En 1891, une seconde gare dite Mertert-Sud est construite juste à côté de celle du Guillaume-Luxembourg par la Société anonyme luxembourgeoise des chemins de fer et minières Prince-Henri pour ses besoins ; elle restera utilisée jusqu'en 1963 – 1964, ce bâtiment est aujourd'hui démoli.
C'est une halte ferroviaire de la Société nationale des chemins de fer luxembourgeois (CFL), desservie par des trains Regionalbunn (RB).

## Situation ferroviaire
Établie à 150 mètres d'altitude, la gare de Mertert est située au point kilométrique (PK) 34,968 de la ligne 3, de Luxembourg à Wasserbillig-frontière, entre les gares de Manternach et de Wasserbillig et était située approximativement au point kilométrique 51 de l'ancienne ligne d'Ettelbruck à Grevenmacher précédant la gare de Grevenmacher, en grande partie fermée à tout trafic ferroviaire, à l'exception des tronçons Ettelbruck-Diekirch et de la desserte du port de Mertert, utilisée uniquement pour le fret, qui débute entre les gares de Mertert et de Wasserbillig.
Les deux gares étaient parallèles, celle du PH était aussi dénommée Mertert-Sud.

## Histoire
La station de Mertert est mise en service par la Compagnie des chemins de fer de l'Est, l'exploitant des lignes de la Société royale grand-ducale des chemins de fer Guillaume-Luxembourg, lors de l'ouverture à l'exploitation la ligne de Luxembourg à Wasserbillig et à la frontière allemande le 29 août 1861,.
La Société anonyme luxembourgeoise des chemins de fer et minières Prince-Henri (PH) fait construire une seconde gare à côté de celle du GL pour accueillir la ligne d'Ettelbruck à Grevenmacher en 1891,,.
En 1911 la gare est déplacée par la Direction générale impériale des chemins de fer d'Alsace-Lorraine pour être plus proche du village. Avec la fermeture de la ligne du PH entre 1963 et 1964, seul le bâtiment du Guillaume-Luxembourg est utilisé de nos jours, la gare du réseau Prince-Henri a été démolie par la suite.
En 1970, la Société nationale des chemins de fer luxembourgeois la transforme en halte avec suppression du personnel permanent.

### Projet de modernisation
À l'horizon 2022/2023, la halte verra le début de travaux de modernisation, travaux qui passeront par le déplacement de la station à l'ouest de sa position actuelle, de l'autre côté du pont-rail au dessus de la route nationale 1. Le coût estimé est de 10 millions d'euros.
La nouvelle halte disposera de quais couverts longs de 250 mètres accessibles aux personnes à mobilité réduite, d'un accès par un passage souterrain, d'un parc relais de 43 places, de deux parc à vélos sécurisés mBox et d'un nouvel arrêt de bus du RGTR pour une desserte directe.

## Service des voyageurs

### Accueil
Halte CFL, c'est un point d'arrêt non géré (PANG) à accès libre. Elle dispose de deux abris et d'un automate pour l'achat de titres de transport. Un souterrain permet la traversée des voies et le passage d'un quai à l'autre.

### Desserte
Mertert est desservie par des trains Regionalbunn (RB) qui exécutent les relations suivantes, :
- Luxembourg - Wasserbillig - Trèves-Hbf.

### Intermodalité
Un parc pour les vélos (7 places) y est aménagé. La gare ne dispose pas d'un parking officiel. La gare est desservie à distance, par la voie publique, par les lignes 271, 303 et 333 du Régime général des transports routiers et par la navette communale « City-Bus Mertert-Wasserbillig ».